# Cristian Nápoles
Cristian Atanay Nápoles (* 27. November 1998 in Marianao, Havanna) ist ein kubanischer Leichtathlet, der sich auf den Dreisprung spezialisiert hat. Er gewann die Bronzemedaille bei den Weltmeisterschaften 2023 in Budapest.

## Sportliche Laufbahn
Cristian Nápoles tritt seit 2014 in internationalen Wettkämpfen im Dreisprung an. Er brachte es auf eine Saisonbestleistung von 15,38 m. Ein Jahr später qualifizierte er sich für die U18-Weltmeisterschaften in Cali, in Kolumbien. Er reiste mit der Weltbestleistung in seiner Altersklasse von 16,45 m an. Im Finale gewann er mit 16,13 m die Goldmedaille.
Ein weiteres Jahr später nahm er mit 18 Jahren an den U20-Weltmeisterschaften im polnischen Bydgoszcz teil. Die gesamte Saison sprang er konstant über 16 Meter und gewann im Finale mit 16,62 m die Silbermedaille. Im März 2017 übersprang er bei einem Wettkampf in seiner kubanischen Heimat erstmals die 17-Meter-Marke, der er anschließend in weiteren Wettkämpfen bestätigte. Beim Saisonhöhepunkt, den Weltmeisterschaften in London, zog er mit der Bestweite aus seiner Qualifikationsgruppe in das Finale ein, in dem mit einer Weite von 17,16 m den vierten Platz belegte. Im Februar 2018 übersprang er auch erstmals in der Halle die 17-Meter-Marke. Einen Monat später trat er bei den Hallenweltmeisterschaften an. Dort konnte er mit 16,70 m die Weite nicht bestätigen und wurde am Ende Neunter.
Im Sommer 2018 siegte Nápoles bei den Zentralamerika- und Karibikspielen in Barranquilla und den Ibero-Amerikanischen Spielen, der Meisterschaft der spanisch- und portugiesischsprechenden Länder, im peruanischen Trujillo. 2019 trat er dann bei den Weltmeisterschaften in Doha an. Dort stellte er im Finale mit 17,38 m eine neue Bestleistung auf und belegte damit den fünften Platz. 2021 qualifizierte sich Nápoles für seine erste Teilnahme an den Olympischen Sommerspielen. In der Qualifikation in Tokio sprang er mit 17,08 m Saisonbestleistung und zog damit in das Finale ein. Darin konnte er die Leistung aus der Qualifikation nicht nochmal bestätigen landete er schließlich auf dem zehnten Platz.
2023 trat Nápoles im Juli zum zweiten Mal bei den Zentralamerika- und Karibikspielen an. Nach Gold 2018, gewann er diesmal die Silbermedaille. Einen Monat später nahm er in Budapest an den Weltmeisterschaften an. Dort zog er in sein drittes WM-Finale ein und konnte mit neuer Bestleistung von 17,40 m und dem Gewinn der Bronzemedaille seinen bislang größten sportlichen Erfolg erzielen. Anfang November gewann er bei den Panamerikanischen Spielen in Chile eine weitere Bronzemedaille.

## Wichtige Wettbewerbe
| Jahr             | Veranstaltung                     | Ort               | Platz            | Disziplin        | Weite            |
| Startet für Kuba | Startet für Kuba                  | Startet für Kuba  | Startet für Kuba | Startet für Kuba | Startet für Kuba |
| ---------------- | --------------------------------- | ----------------- | ---------------- | ---------------- | ---------------- |
| 2015             | U18-Weltmeisterschaften           | Cali              | 1.               | Dreisprung       | 16,13 m          |
| 2016             | U20-Weltmeisterschaften           | Bydgoszcz         | 2.               | Dreisprung       | 16,62 m          |
| 2017             | Weltmeisterschaften               | London            | 4.               | Dreisprung       | 17,16 m          |
| 2018             | Hallenweltmeisterschaften         | Birmingham        | 9.               | Dreisprung       | 16,70 m          |
| 2018             | Zentralamerika- und Karibikspiele | Barranquilla      | 1.               | Dreisprung       | 17,34 m          |
| 2019             | Weltmeisterschaften               | Doha              | 5.               | Dreisprung       | 17,38 m          |
| 2021             | Olympische Sommerspiele           | Tokio             | 10.              | Dreisprung       | 16,63 m          |
| 2023             | Zentralamerika- und Karibikspiele | San Salvador      | 2.               | Dreisprung       | 17,11 m          |
| 2023             | Weltmeisterschaften               | Budapest          | 3.               | Dreisprung       | 17,40 m          |
| 2023             | Panamerikanische Spiele           | Santiago de Chile | 3.               | Dreisprung       | 16,66 m          |

## Persönliche Bestleistungen
Freiluft
- Dreisprung: 17,40 m, 21. August 2023, Budapest

Halle
- Dreisprung: 17,02 m, 13. Februar 2018, Liévin